# ABH Holdings S.A.
ABH Holdings S.A. (ABHH) — приватна інвестиційна холдингова компанія зі штаб-квартирою в Люксембурзі яка відкрито підтримує вторгнення Росії в Україну, та має інвестиції в банківські групи в Україні, країнах СНД і Європи. Належить групі бізнесменів, серед яких ізраїльсько-російський бізнесмен єврейського походження Михайло Фрідман. Операційні компанії ABHH є в Україні, Росії, Казахстані, Білорусі та Нідерландах. Дочірні компанії ABHH ведуть діяльність на Кіпрі та у Британії.

## Структура
До холдингу входять:
- ABH Financial Limited, працює в основному через Альфа-Банк (Росія) — 100-відсотковий комерційний та інвестиційний банк і один з найбільших приватних банків Росії.
- Amsterdam Trade Bank в Нідерландах — дочірня компанія Альфа-Банку (Росія),
- Альфа-Банк (Білорусь),
- Альфа-Банк (Казахстан),
- Alfa Capital Markets, фінансова дочірня компанія на Кіпрі.

До 21 липня 2023 року в холдинг також входив український Sense Bank але після 21 липня банк націоналізовано та перейшов в 100% власність держави в особі Міністерства фінансів України.

## Історія
У 2016 ABH Holdings S.A. стала власником 99,9101 % акцій Укрсоцбанку (Київ).

## Власники
Власниками ABH Holdings SA є:
- народжений у Львові громадянин Ізраїля та РФ і мешканець Лондона Михайло Фрідман — 36,47 %
- народжений в Києві громадянин Ізраїля та РФ і мешканець Лондона Герман Хан — 23,27 %,
- громадянин РФ і мешканець Москви Олексій Кузмичев — 18,12 %,
- громадянин РФ і мешканець Москви Петро Авен — 13,76 %,
- громадянин РФ і мешканець Москви Андрій Косогов — 4,08 %
- The Mark Foundation for Cancer Research — 4,3 %.